# Пулини
Пулини (до XVI ст. — Чортоліси; у 1935—2016 роках — Червоноармійськ) — селище в Україні, адміністративний центр Пулинської селищної територіальної громади Житомирського району Житомирської області. Населення — 5,5 тис. осіб, належить до міських населених пунктів Житомирської області.
Селище відоме, як столиця образотворчого мистецтва України. У Пулинах розташований художній музей "Пулинські барви".
Розташоване на Поліссі, у Пулинах бере початок річка Тенька.
На честь селища названо астероїд № 241192.

## Населення
За даними перепису населення СРСР 1939 року чисельність населення району становила 3 953 особи, з них українців — 2 843, росіян — 239, німців — 141, євреїв — 523, поляків — 139, інших — 68.

### Мова
Рідна мова населення за даними перепису 2001 року:
| Мова       | Чисельність, осіб | Доля     |
| ---------- | ----------------- | -------- |
| Українська | 5 250             | 98,63 %  |
| Російська  | 69                | 1,29 %   |
| Інші       | 4                 | 0,08 %   |
| Разом      | 5 323             | 100,00 % |

## Історія

### Заснування
Вперше згадується в середині XII ст. під назвою Чортоліси. Це дуже давній населений пункт на древлянській землі. В літописах зазначено, що існував так званий «Чортів ліс», звідки й походить назва поселення. Ліс з такою назвою займав Ємільчинський район і частину Пулинського. Названий так за непрохідні хащі, болота, завали відмерлих дерев. Історичні пам'ятки та документи свідчать про те, що Чортоліси знаходилися на одному зі старовинних шляхів, що вели з Києва на західні землі. Цей шлях проходив з Києва на Житомир, через Кам'янку, Вільськ, Стару Олександрівку, Чортоліси, Соколів до Звягеля. Ця дорога і зараз в народі називається Старим шляхом. А в архіві Південно-Західної Русі цей шлях іменується як «страшна Батиєва дорога». Нею монголо-татари вели полонених, везли награбоване майно.

### Литва і Річ Посполита
З XIV століття поселення належало зміцнілому Литовському князівству, а з XVI — польським феодалам. Про те, що до початку XVI століття населений пункт називався Чортоліси, свідчать документи.
Відомості про це знаходимо в багатотомному збірнику Яблонського «Жідла дійова» (том 13, Варшава, 1897 р.). Це підтверджує і польський краєзнавчий журнал «Кознік волинські» (том 3, 1939 р.).
У 1578 році поселення згадується під іншою назвою — Пулини. Вона походить від іншої назви, де фігурує слово Пуль, а -ин тільки суфікс, що підтверджує походження назви від іншого слова. В переказах, які зібрані на території сусіднього Хорошівського району, зазначається, що ця назва могла піти від прізвища Пулин. До речі, люди з таким прізвищем і зараз проживають у селах сусідніх районів. Отже, є підстави гадати, що від прізвища польських шляхтичів, що оселилися в Пулинах (Чортолісах), і пішла друга назва поселення — Пулини.
Варто також згадати, що у Великому князівстві Литовському і Руському над річкою Німан існував замок Пуллен (нім. Pullen, лит. Pilėnų pilies), і назва Пулини може бути пов'язана з ним.
У XVIII столітті селяни Пулин брали участь у повстаннях проти польських магнатів. Коли в 1702–1704 роках на Волині відбувалося козацько-селянське повстання під проводом Семена Палія, в Пулинах піднялися на боротьбу козаки і селяни з сотником Коваленком. А в повстанні 1768 року, що дістало назву Коліївщина, активними учасниками були жителі Пулин П. Коновалов, П. Шанін, Г. Нечай із сином. У кодненській книзі судових справ їх імена занесені до числа страчених.
У другій половині XVIII століття Пулини належали Київському хорунжому Янові Ганському та його дружині Софії з роду Скорупків. У 1796 р. це подружжя фундувало в Пулинах парафіяльний костел св. Яна Непомуцького, до якого належали каплиці в Баранах, Покостівці, Давидівці і Щербинах. Після їх смерті селище перейшло у володіння їх сина Вацлава Ганського, який у 1811 році був обраний Житомирським маршалком, себто очільником місцевого дворянства. Вацлав заснував поблизу Пулин село, яке було назване його ім'ям — Вацлавпіль (нині Ясна Поляна). До цього села Вацлав Ганський переселив усіх старовірів, які проживали в селах Пулинського ключа. У першій половині XIX століття Вацлав Ганський переніс свою резиденцію з Пулин до Верхівні. Там він одружився з дочкою воєводи Ржевуцького Евеліною, яка після смерті чоловіка стала дружиною відомого французького письменника Оноре де Бальзака. Пулинська парафія входила до Новоград-Волинського деканату.

### Російська імперія
З 1793 року, після долучення Правобережної України до Росії, село Пулини ввійшло до Житомирського повіту Волинської губернії. Мешканці села займалися землеробством, ремеслом, торгівлею. Селяни-кріпаки працювали на панщині. Експлуатація їх не мала меж. У 1845 році, коли цар Микола І, здійснюючи поїздку до Брест-Литовська, зупинився в Пулинах, селяни передали йому скаргу на місцевого пана Качковського. Монарх наказав покарати селян.
У 1816 р. Житомир відвідав імператор Олександр 1-й зі свитою, до якої входили граф Аракчеєв та генерал-фельдмаршал Волконський. Одним з вин, яке подавалося на стіл імператору, було «Пулині де Февле», і вироблено воно було у гуральні, що належала жителю Пулин Василеві Февлі, — нащадку тих самих тевтонських бранців. Нині у Франції в Бургундії між містами Діжон та Бон, область Нюї-Сен-Жорж, де вирощують сорт винограду піно нуар, виноградниками ще з XIX ст. має сім'я Февле. Один із їхніх сортів вин називається «Пулини-Монарше» (Puligny-Montrachet).
У жовтні 1846 року через Пулини двічі проїздив відомий український поет Тарас Григорович Шевченко. Ставши співробітником Київської археографічної комісії, Шевченко зібрав легенди, перекази, стародавні акти, розповіді про кургани, історичні пам'ятки. Шлях поета пролягав через цей край, зокрема Пулини та Соколів. Про це зберігається запис у подорожньому листі, з яким подорожував поет. У кінці жовтня того ж року, повертаючись до Києва, Т. Г. Шевченко знову побував у Пулинах.
Після скасування кріпацтва (в 1861 році) в Пулинах пришвидшився розвиток ремесла і промисловості.
Тут діяли свічковий завод, фабрика гнутих меблів, дві слюсарні майстерні та сірникова фабрика.
1870 року тут було близько 130 дворів, а вже в 1899—334 з населенням 2125 чоловік.
Станом на 1885 рік у колишньому власницькому містечку, центрі Пулинської волості, мешкало 552 особи, налічувалось 71 дворове господарство, існували костел, католицька каплиця, синагога, єврейський молитовний будинок, школа, 2 постоялих будинки, торговельна лавка, лазня, ковбасний завод, відбувалися базари у неділі і 2 ярмарки на рік.
За переписом 1897 року кількість мешканців зросла до 2736 осіб (1370 чоловічої статі та 1366 — жіночої), з яких 1055 — православної віри, 1168 — юдейської, 344 — протестантської.
На початку XX століття в Пулинах стали до ладу: чавунно-ливарний завод, паровий млин, два пивоварні заводи, цегельня, де, крім цегли, виробляли черепицю, гончарний посуд. Розвиток промисловості сприяв зростанню чисельності населення. Працювало поштове відділення — Поштова станція Рудня.

### Перша світова війна і Українська революція

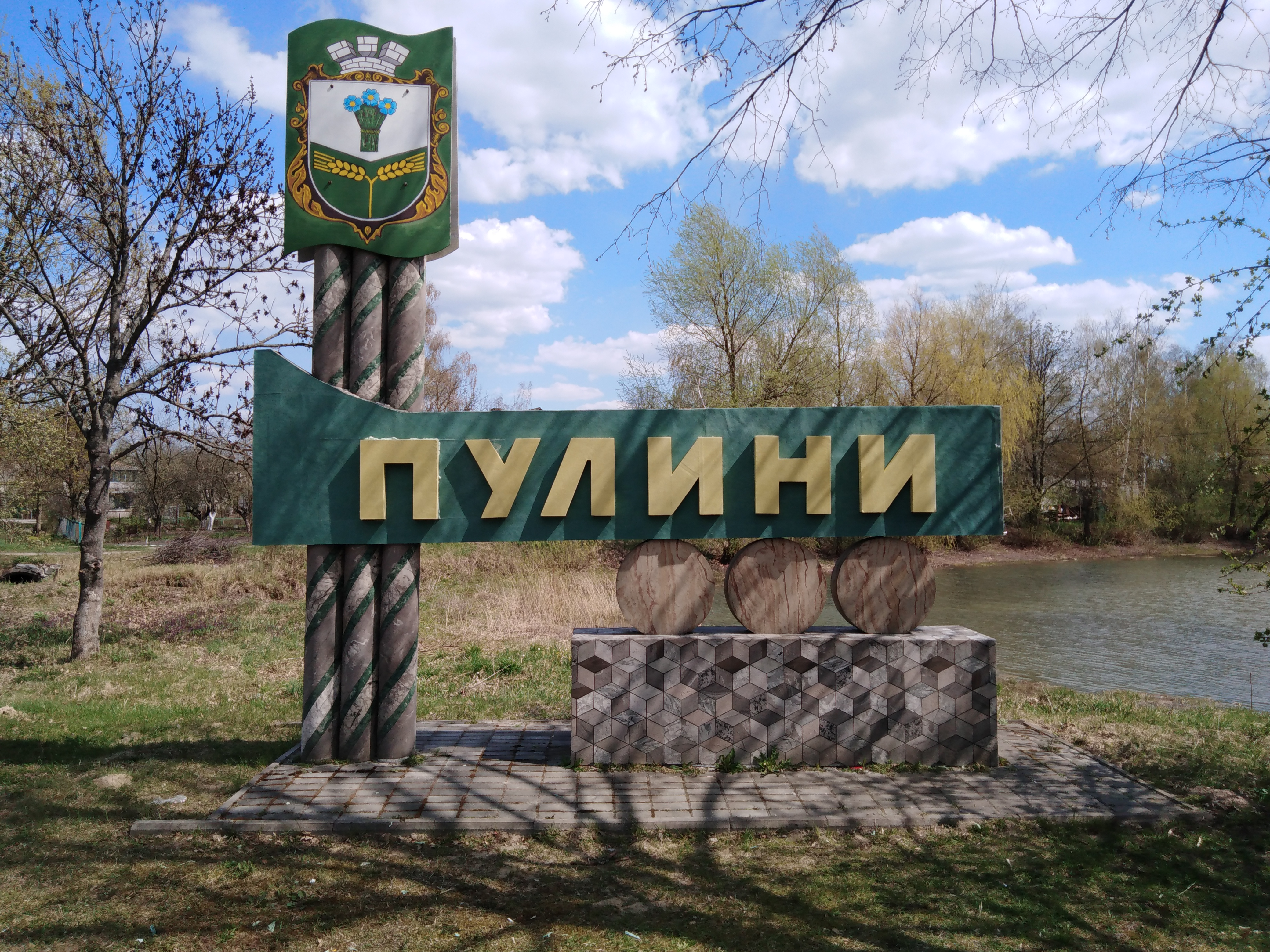

Напередодні Першої світової війни в Пулинах нараховувалося 4630 мешканців. За 15 років (1899—1914) кількість мешканців зросла на 2,5 тисячі.(або 1,9 тис.).
У Пулинах уперше у світі було перше бомбардування з цепеліна і знищено кілька сотень російської техніки.
У роки визвольних змагань Пулини були тереном тривалих бойових дій, які закінчилися в червні 1920 року російською окупацією та встановленням радянської влади.
4 листопада 1921 р. під час Листопадового рейду через Пулини проходила Подільська група (командувач Сергій Чорний) Армії Української Народної Республіки.

### Радянський Союз
З 1923 р. Пулини стали районним центром Пулинського району.
Постановою Президії Центрального Виконавчого Комітету УРСР 3 жовтня 1935 року Пулини перейменовано на Червоноармійськ.
Внаслідок Голодомору 1932—1933 за даними різних джерел, у районі загинуло 535 чол., імена яких на сьогодні встановлено.
Восени 1936 року із Червоноармійська до Карагандинської області Казахстану радянською владою було переселено 48 родин (246 осіб), з них 8 — польських і 40 — німецьких. Серед виселених 127 дорослих і 119 дітей.
Радянська влада мала на меті перетворити містечко Червоноармійськ на важливий промислово-індустріальний центр Житомирської області. Тобто селище мало бути урбанізоване і у перспективі отримало б статус міста. До розпаду країни у селищі активно велося житлове будівництво, функціонували численні, в тому числі великі промислові підприємства, до Пулин прокладалася залізниця.

### Друга світова війна
У роки німецько-радянської війни 447 жителів селища воювало на різних фронтах. 207 воїнів не повернулися з фронту, 240 — удостоєні високих нагород СРСР. Серед них кавалер ордена Леніна І. А. Тузюк, повний кавалер ордена Слави І. Т. Дубина, він же — один з героїв книг «Солдатська слава» та «Зірки солдатської слави».

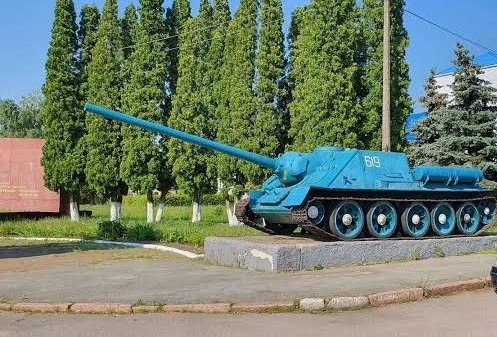
Постамент: самохідна артилерійська установка — символ селища

10 липня 1941 року у Пулини увійшли гітлерівські війська. У роки німецько-радянської війни Пулини були однією з «гарячих» точок бойових дій. Окупанти одразу встановили свій порядок, влаштовуючи масові розстріли і вивіз населення у Німеччину. В центрі селища було організовано гетто (зараз провулок Героїв Крут). Майже два з половиною років селище перебувало під гнітом нацистів. Було багато спроб повністю знищити селище. 30 грудня 1943 року війська І-го українського фронту зайняли Пулини. В знак військової слави селища тут встановлено монумент-танк СУ-100. В знак подяки воїнам-визволителям селища на Площі Слави у Пулинах розташований Монумент Слави. Також про ті страшні часи нагадують експонати військового музею, що розташований в приміщенні ОЗЗСО Пулинської ЗОШ І-ІІІ ступенів.

### Сучасність

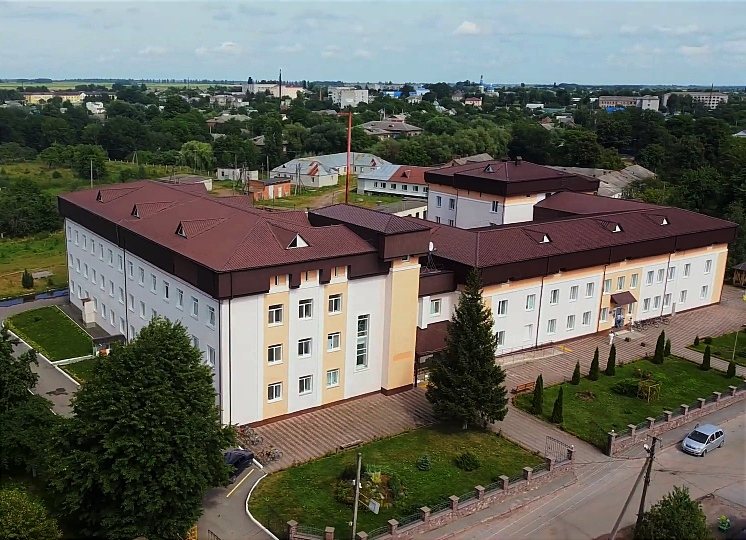
Лікарня

19 травня 2016 року Верховна Рада України поіменним голосуванням підтримала проект постанови № 4085, яким передбачено, зокрема, повернення селищу історичної назви Пулини. Щороку селищне значно змінюється у кращу сторону: з'являються нові зони відпочинку, зелені зони, дитячі майданчики, урни для сміття, центральними вулицями селища прокладається бруківка, утеплюються фасади будівель державних установ.

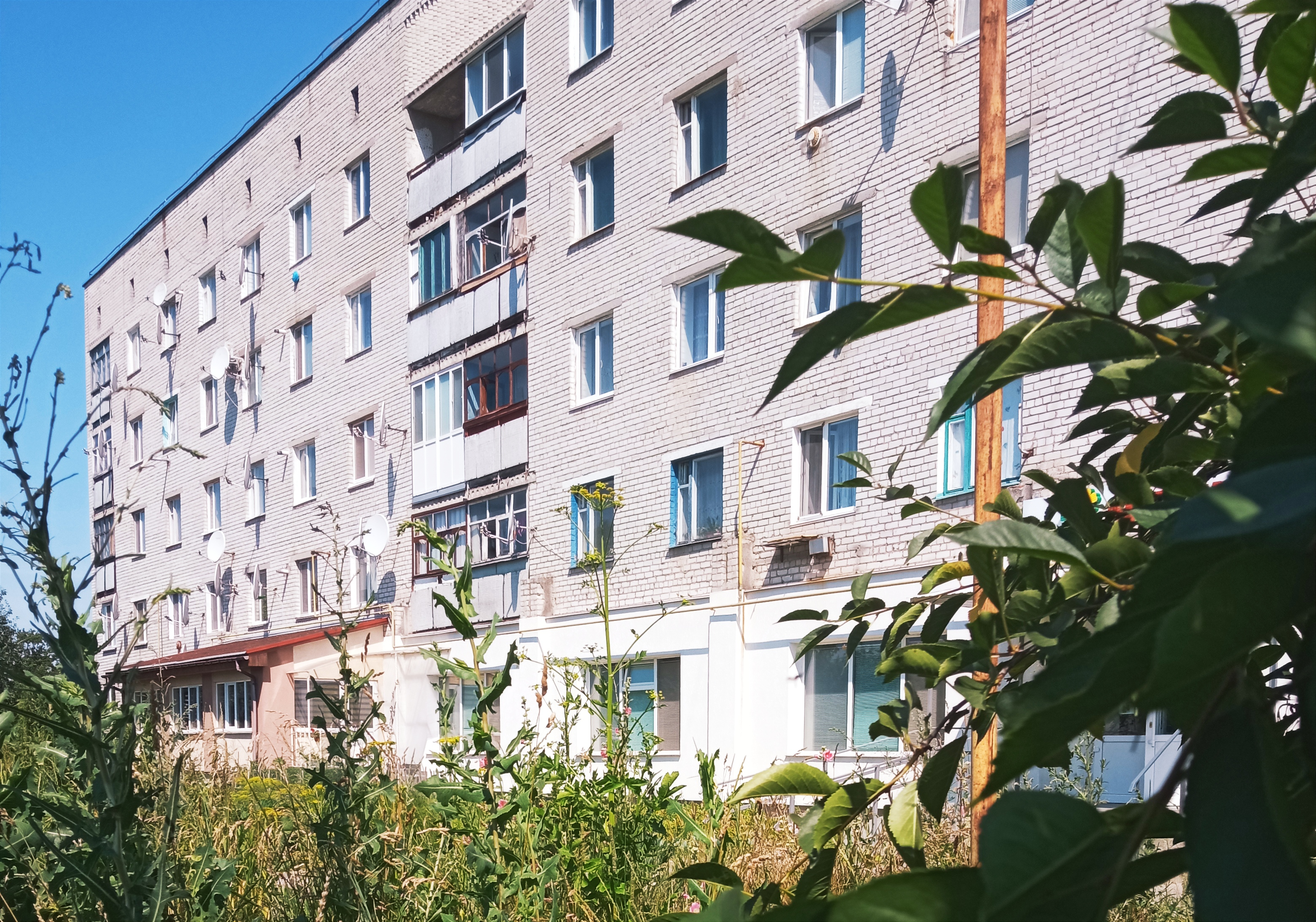
Багатоповерхівка в центрі селища

Головною площею селища є Майдан Слави, на якому розташовано постамент-самохідну артилерійську установку СУ-100, також поряд з постаментом розміщено монумент слави та пам'ятний знак воїнам, що загинули у часи російсько-української війни.

## Географія
Клімат помірно континентальний, з вологим, жарким літом та суворою, холодною зимою. Середня температура січня ≈ -4 °C, а в липні — близько +22 °C. Річна кількість опадів — близько 560 мм. .
Пулини багаті на водні ресурси. Основною водною артерією є річка Тенька (басейн Дніпра). Уздовж Теньки на території селища розміщено 5 ставків, які використовуються людьми як для сільського господарства (для зрошування ділянок та полів), так і для загартовування (купання або активного відпочинку).

## Економіка
Останніми роками економіка селища помітно зростає. Левову частину економіки становлять МАФи та підприємства роздрібної торгівлі. В основному селище відоме харчовою промисловістю, але є й інші виробництва. Діють харчові промислові виробництва: кондитерська фабрика «Merci ЛТД», Пулинський м'ясопереробний завод, фабрика копчення. Також є такі виробничі підприємства: Філія RGT Україна ТОВ «Пулинська швейна фабрика», фабрика виготовлення вуличної бруківки, фабрика з виготовлення пам'ятників, 2 пилорами, цех з обробки каменю, фабрика теслярських виробів, цех з виробництва залізобетонних конструкцій. Одним з основних джерел економічного розвитку селища є сільське господарство, що розвивається швидкими темпами. У Пулинах є філії, фірми та приватні підприємства, що належать до галузі сільського господарства.

## Інфраструктура

### Транспорт
Пулини — важливий транспортний вузол Житомирщини. Через селище проходить територіальний шлях Т-0603 Т 0603який з'єднує Нову Борову та Йосипівку. Цей шлях поєднує більшість підприємств області з міжнародною трасою Київ-Чоп. Центральні вулиці селища радують якістю дорожнього та тротуарного покриття. Пулинський автовокзал транспортує автобуси і маршрутки. Найближча залізнична станція- станція Курне за 15 км від Пулин, найближчий аеропорт «Житомир», за 50 км від селища. За 8 км від селища розміщується аеродром малої авіації «Поляна». Для зручності і комфорту мешканців, гостей та туристів функціонують три служби таксі.
За 5 км від селища пролягає важливий автошлях — траса міжнародного значення Київ-Чоп М06 E40 Залізничне сполучення відсутнє.

### Вулична мережа
Найдовші вулиці селища:
- вул. Шевченка (головна, 5,4 км)
- вул. Незалежності (3,3 км)
- вул. Грушевського (2,1 км)

## Освіта
Навчально-виховний процес здійснюють такі заклади освіти як Пулинський ліцей, професійний ліцей (ПТУ), автошкола, Центр дитячої та юнацької творчості, художня школа та два дитячі садки: «Ялинка» та «Сонечко». Освіта у Пулинах на високому рівні, відповідає всім сучасним стандартам освіти в Україні. У школі нові спортзали, у класах наявні телевізори, проектори та інтерактивні дошки. За результатами ЗНО у 2018 році Пулинський ліцей отримав 92 % успішності. З двох випускників 2018 р., що претендували на золоту чи срібну медаль, за результатами ЗНО підтвердила свій рівень одна учениця. У 2018—2021 роках у рамках кампанії Президента Зеленського «Велике будівництво» у ліцеї проводився капітальний ремонт, а саме: повний демонтаж середньої аварійної частини ліцею, а згодом і побудова її, повна заміна даху (з шиферного на металочерепичний) та комплексна термосанація будівлі.

## Спорт
У Пулинах на високому рівні підтримується спортивний розвиток молоді. Наявні три спортзали, дві ДЮСШ, гуртки з футболу, тенісу та інші спортивні секції. Також є два футбольних поля зі штучним покриттям, стадіон ліцею та центральний стадіон «Колос». Діють два фітнес- клуби. У селищі сформовано такі футбольні команди:
- «ФК Пулини»;
- «ФК Фанат»;
- «ФК Пулинські копи»;
- «ФК Пулинська ДЮСШ»;

## Засоби масової інформації
- щотижнева газета «Вісті»
- офіційний вебсайт Пулинської громади
-pulyny news

## Відомі люди
У Пулинах народилися:
- Кулик Олександр Васильович — український нейрохірург, заслужений лікар України, доктор медичних наук
- Євген Калита — радянський та український науковець, математик, перший директор Чернігівського філіалу Київського політехнічного інституту
- Бородулін Святослав Іванович — письменник
- Оріховський Павло Борисович — футболіст, півзахисник ФК Рух, (Львів)
- Беньковський Микола Анатолійович — український художник
- Дзюбенко Володимир Степанович — український художник
- Войтенко Валентин Андрійович — український художник
- Герке Антон Августович — російський піаніст та музичний педагог
- Іващенко Наталія Леонідівна — головний корабельний старшина, військова медсестра Збройних сил України, нагороджена орденом «За мужність ІІІ ступеня» (2022) посмертно

У Пулинах жили та працювали:
- Мамайчук Іван Федорович — український композитор, педагог, диригент театрального симфонічного оркестру, художній керівник оркестру українських народних інструментів, Заслужений працівник культури України, у минулому — директор Червоноармійської музичної школи
- Ян Ганський — польський граф, батько Вацлава Ганського
- Вацлав Ганський — шляхтич з роду Ганських, маршалок шляхти волинської, перший чоловік Евеліни Ганської — жінки Оноре де Бальзака
- Єременко Світлана Федорівна — українська журналістка, письменниця, редакторка, медіаексперт
- Ковнацький Сергій Миколайович (1995—2018) — старший солдат Збройних сил України, учасник російсько-української війни

Похований  Лонський Леонід Людвігович (2004-2024) — український військовослужбовець, учасник російсько-української війни.